# ميسيل روميرو
ميسيل روميرو (بالإسبانية: Ángel Romero)‏ هو عازف الغيتار الكلاسيكي وموسيقي إسباني، ولد في 17 أغسطس 1946 في مالقة في إسبانيا.

## وصلات خارجية
- ميسيل روميرو على موقع IMDb (الإنجليزية)
- ميسيل روميرو على موقع ميوزك برينز (الإنجليزية)
- ميسيل روميرو على موقع ديسكوغز (الإنجليزية)